# Kwas 4,4″-terfenylodikarboksylowy
Kwas 4,4″-terfenylodikarboksylowy, H2TPDC – organiczny związek chemiczny z grupy dikarboksylowych kwasów aromatycznych, pochodna para-terfenylu. W warunkach pokojowych jest białym ciałem stałym.
Może być otrzymany z para-terfenylu w reakcji Friedela-Craftsa z chlorkiem oksailu.
Alternatywnie można go otrzymać w wyniku reakcji sprzęgania Suzukiego katalizowanej związkami palladu, a następnie hydrolizę powstałego estru w warunkach zasadowych.
H2TPDC oraz jego pochodne znalazły zastosowanie w syntezie szkieletów metalo-organicznych jako organiczne linkery.